# Мишко Горев
Мишко Деянов Горев или Гьорев е български революционер, деец на Вътрешната македоно-одринска революционна организация.

## Биография
Мишко Горев е роден в кичевското село Кленоец, тогава в Османската империя, днес в Северна Македония. Присъединява се към ВМОРО и действа като четник в охридско и кичевско. През 1903 година участва в сражения при Извор, в планината Домовица и в Ърбиново.